# 冠孢虫属
冠孢虫属（学名：Mitraspora）为球孢虫科的一个属。

## 下属物种
本属包括以下物种：
- Mitraspora cyprini Fujita, 1912
- 湖南冠孢虫 Mitraspora hunanensis Chen, 1998